# Выжеро-Восток
Выжеро-Восток — опустевший поселок в Суземском районе Брянской области в составе Новопогощенского сельского поселения.

## География
Находится в юго-восточной части Брянской области на расстоянии приблизительно 7 км на запад-северо-запад по прямой от районного центра поселка Суземка недалеко от границы с Украиной.

## История
Упоминался с 1930-х годов. На карте 1941 года был отмечен как поселение с 32 дворами.

## Население
Численность населения: 3 человека (русские 100 %) в 2002 году, 0 в 2010.